# Microstoria
Microstoria ist der Name eines deutschen elektronischen Musikprojekts. Das Duo besteht aus den Musikern Jan St. Werner (Mitglied von Mouse on Mars) und Markus Popp (alias Oval). Ihre Musik lässt sich dem Bereich Clicks & Cuts zurechnen. 

## Projekt
Microstoria wurde Mitte der 1990er Jahre von Werner und Popp gegründet. Ihr Debütalbum Init Ding erschien 1995 auf dem Frankfurter Label Mille Plateaux. Das Album wurde später auf den Labels Thrill Jockey und A-Musik re-released.
Das zweite Album snd erschien 1996 ebenfalls auf Mille Plateaux. 1997 folgte das Remix-Album Reprovisers mit Remixen von Violent Onsen Geisha, Mouse on Mars, F.X. Randomiz, Stereolab, Jim O’Rourke und weiteren befreundeten Künstlern. 
Das dritte Studio-Album Model 3, Step 2 erschien dann im Jahr 2000 auf dem Independent-Label Thrill Jockey. 

## Diskografie

### Alben
- 1995: Init Ding (Mille Plateaux)
- 1996: snd (Mille Plateaux)
- 1997: Reprovisers (Mille Plateaux)
- 1997: Sn_Ding (Compilation bereits veröffentlichter Stücke, Tokuma Japan Communications)
- 2000: Model 3, Step 2 (Thrill Jockey)
- 2000: Improvisers (Sonig)
- 2002: Invisible Architecture #3 (Audiosphere)

### EPs
- 1997: Reprovisers (Serie von 3 EPs, Thrill Jockey)
- 2002: Invisible Architecture #3 (Audiosphere)